# RATAN-600
RATAN-600 (ロシア語: РАТАН-600 - радиоастрономический телескоп Академии наук - 600)は、ロシア・ゼレンチュクスカヤにある電波望遠鏡である。2×7.4mの長方形の電波反射板895枚を半径576メートルの円形に並べて構成した巨大な主鏡と、中央の第二鏡および受信機、および円形の主鏡内部の中央より南側に直線状に設置された平面反射鏡からなる。主鏡は一定範囲内で角度を変えることができ、天体から入射する電波を中央に位置する円錐状の副鏡あるいは5つある放物面円筒（断面が放物線である円筒）副鏡のひとつに導く。これらの第二鏡の先にはそれぞれ受信機や観測装置が置かれている。望遠鏡全体では、約600mの直径を持つ望遠鏡と同等の解像度を達成することが可能であり、単一の電波望遠鏡としては世界最大を誇る。
望遠鏡は、以下の3つの観測モードで使用することができる。
- 2つの反射鏡を使用するモード: 円形の主鏡の一部で集められた電波が円筒形の第二鏡に集められ、その先の受信機に届けられる。
- 3つの反射鏡を使用するモード: 直線状に並べられた平面反射鏡が電波を反射し、円形に並べられた反射鏡の南側の一部に導かれる。円形反射鏡で反射された電波が円筒形の第二鏡に届き、その先の受信機に届けられる（クラウス型電波望遠鏡）
- 円形反射鏡全体を使用するモード:天頂付近を通過する天体に対しては、円形に並べられた反射鏡すべてを使い、電波を中心の第二鏡に集める。

円形の主鏡はいくつかに分割して使用することが可能なため、同時に複数の方向の天体を観測することができる。この場合、円形主鏡の一部がある受信機と、円形主鏡の別の部分は別の受信機と組み合わされることになり。波長8cmの電波の観測では、円形の反射鏡すべてを使用した場合の実効的な反射面積は1000平方メートルであり、解像度は1平方分である。

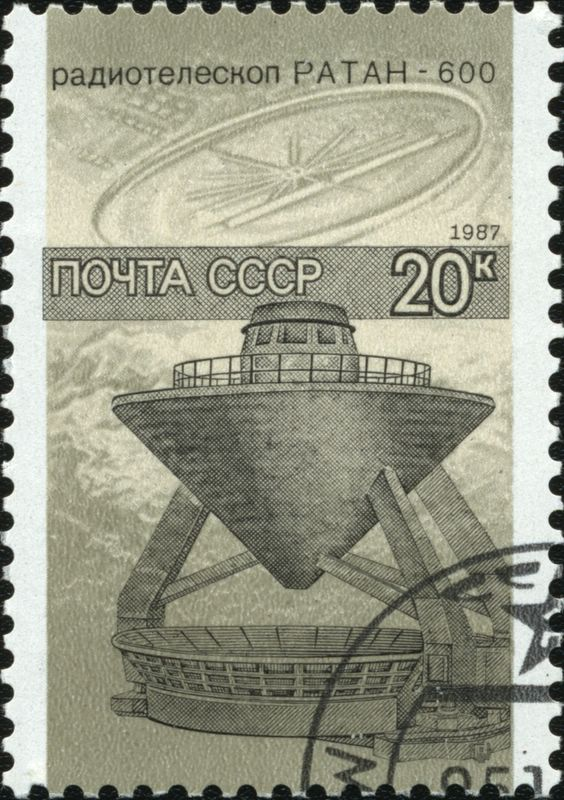
1987年に発行されたソ連の切手。上部にはRATAN-600の全体像、下部にはRATAN-600の中央に置かれた円錐状の反射鏡が描かれている。

RATAN-600は主に子午線を通過する天体を観測する望遠鏡であり、地球の自転に従って観測対象天体を切り替えていく。RATAN-600で観測が可能な電波の周波数は610MHzから30GHzであるが、主にセンチ波を観測対象としており、最大解像度は2秒角である。太陽、特に太陽コロナの電波観測がRATAN-600の中心的な課題であった。また、地球外知的生命体探査(SETI)にも用いられている。多くの技術的課題で観測が困難であったBTA-6とは異なり、RATAN-600は1974年の観測開始以降ずっと多くの研究者によって利用されている。

## 地球外知的生命候補からの信号
2015年5月15日恒星時18:01:15.65、RATAN-600は恒星HD164549の方向から非常に強い（0.75ジャンスキー）電波を受診した。さらに、その信号強度は望遠鏡のスキャン（地球の自転）にともなって上昇と下降するように見え、遠方からの信号である裏付けとされた。周波数11GHzでこのように強い電波は自然にはあまり存在しないため、2016年8月に研究者がこの発見を公表したのち、地球外知的生命による信号ではないかと話題になった。 しかし地上にある何らかの人工電波であった可能性も高い。これは、その周波数が軍事利用に割り当てられているからであり、当初は極秘の偵察衛星による信号ではないかとも考えられた。その後の詳細な調査により、ロシア科学アカデミー特別天体物理観測所は、この信号がおそらく地上で発せられたものであろうという結論をまとめた。